# Vít Krejčí
Vít Krejčí (Strakonice, 19 de junho de 2000) é um jogador tcheco de basquete profissional que atualmente joga no Atlanta Hawks da National Basketball Association (NBA).
Ele jogou no Zaragoza da Liga ACB e foi selecionado pelo Washington Wizards como a 37º escolha geral no draft da NBA de 2020.

## Início da vida e carreira
Krejčí nasceu em Strakonice, República Tcheca e jogou basquete nas divisões de base do Sokol Pisek. Aos 14 anos, ingressou no Zaragoza da Espanha. Na temporada de 2016–17, ele começou a jogar pelo Anagan Olivar, time reserva do Zaragoza, na Liga EBA.

## Carreira profissional

### Basket Zaragoza (2017–2021)
Em 5 de março de 2017, aos 16 anos e oito meses, Krejčí estreou-se profissionalmente pelo Zaragoza contra o Fuenlabrada. Ele empatou com Sergi García como o segundo estreante mais jovem da história do clube, atrás de Carlos Alocén. Em 17 de abril de 2020, Krejčí se declarou para o draft da NBA de 2020. Na temporada de 2019-20, Krejčí teve médias de 3,2 pontos em 9,2 minutos e foi nomeado para a Equipe de Novatos da ACB. Em 25 de setembro de 2020, ele sofreu uma lesão no joelho esquerdo em um jogo contra o Real Madrid.

### Oklahoma City Thunder (2021–2022)
Krejčí foi selecionado pelo Washington Wizards como a 37ª escolha geral no draft da NBA de 2020 e foi posteriormente negociado com o Oklahoma City Thunder. Em 28 de janeiro de 2021, ele assinou com o Oklahoma City Blue, afiliado do Thunder na G-League, onde se recuperou da lesão que sofreu em Zaragoza.
Em 2 de setembro de 2021, Krejčí assinou um contrato de 2 anos e US$2.7 milhões com o Thunder.

### Atlanta Hawks (2022–2023)
Em 27 de setembro de 2022, Krejčí foi negociado com o Atlanta Hawks em troca de Maurice Harkless e considerações de draft. Em 16 de agosto de 2023, Krejčí foi dispensado pelos Hawks.

### Iowa Wolves (2023)
Em 14 de setembro de 2023, Krejčí assinou com o Minnesota Timberwolves, mas foi dispensado em 19 de outubro. Dez dias depois, ele se juntou ao Iowa Wolves.

### Retorno ao Atlanta (2023–Presente)
Em 22 de dezembro de 2023, Krejčí assinou outro contrato bidirecional com os Hawks.

## Estatísticas da carreira

### NBA

#### Temporada regular
| Ano      | Equipe        | PJ | PT | MPJ  | AP   | 3P   | LL   | RT  | AS  | BR | TO | PPJ |
| -------- | ------------- | -- | -- | ---- | ---- | ---- | ---- | --- | --- | -- | -- | --- |
| 2021–22  | Oklahoma City | 30 | 8  | 23.0 | .407 | .327 | .864 | 3.4 | 1.9 | .6 | .3 | 6.2 |
| 2022–23  | Atlanta       | 29 | 0  | 5.7  | .405 | .238 | .500 | .9  | .6  | .2 | .0 | 1.2 |
| 2023–24  | Atlanta       | 22 | 14 | 24.6 | .490 | .412 | .833 | 2.4 | 2.3 | .6 | .3 | 6.1 |
| Carreira | Carreira      | 81 | 22 | 17.7 | .434 | .325 | .732 | 2.2 | 1.5 | .4 | .1 | 4.5 |

## Carreira na seleção
Krejčí representou a República Tcheca em várias ocasiões nas categorias de base. Ele foi nomeado para a Melhor Equipe do EuroBasket Sub-20 Divisão B de 2019 em Matosinhos, Portugal, após médias de 14,9 pontos, 5,1 rebotes e 5,1 assistências, levando sua equipe à medalha de prata. 
Em fevereiro de 2019, Krejčí fez sua estreia pela seleção sênior durante a fase de qualificação para a Copa do Mundo de 2019.